# Mingren femminile
Il Mingren femminile è una competizione goistica cinese organizzata dalla federazione cinese. La parola «míngrén» significa «uomo brillante»; il Mingren è equivalente ai titoli Meijin della Nihon Ki-in giapponese e Myungin della Hanguk Kiwon coreana. Il Mingren femminile è l'omologo del Mingren ma riservato solo alle professioniste.

## Storia e albo d'oro
Questa competizione ha una storia complessa.
La prima incarnazione fu disputata tra il 1989 e il 1991: in ogni edizione si cambiava luogo e nome della competizione; inoltre nella terza edizione partecipò anche una goista giapponese.
| Edizione | Anno | Vincitrice | Finalista   | Luogo e nome     |
| -------- | ---- | ---------- | ----------- | ---------------- |
| 1        | 1989 | Huang Yan  | Zhang Xuan  | Pechino, Jinxing |
| 2        | 1990 | Xu Ying    | Yang Hui    | Xi'an, Huanghe   |
| 3        | 1991 | Ye Gui     | Aoki Kikuyo | Hainan, Shuxing  |

Dopo una decennale interruzione, il Mingren femminile fu organizzato nuovamente nel 2001, nel 2002 e poi nel 2005. Il formato era a eliminazione diretta, con 16 giocatrici: la finale era al meglio dei tre incontri.
| Edizione | Anno | Vincitrice | Risultato | Finalista   |
| -------- | ---- | ---------- | --------- | ----------- |
| 1        | 2001 | Zhang Xuan | 1-0       | Yang Hui    |
| 2        | 2002 | Yu Meiling | 1-0       | Meng Zhaoyu |
| 3        | 2005 | Ye Gui     | 2-0       | Li Chunhua  |

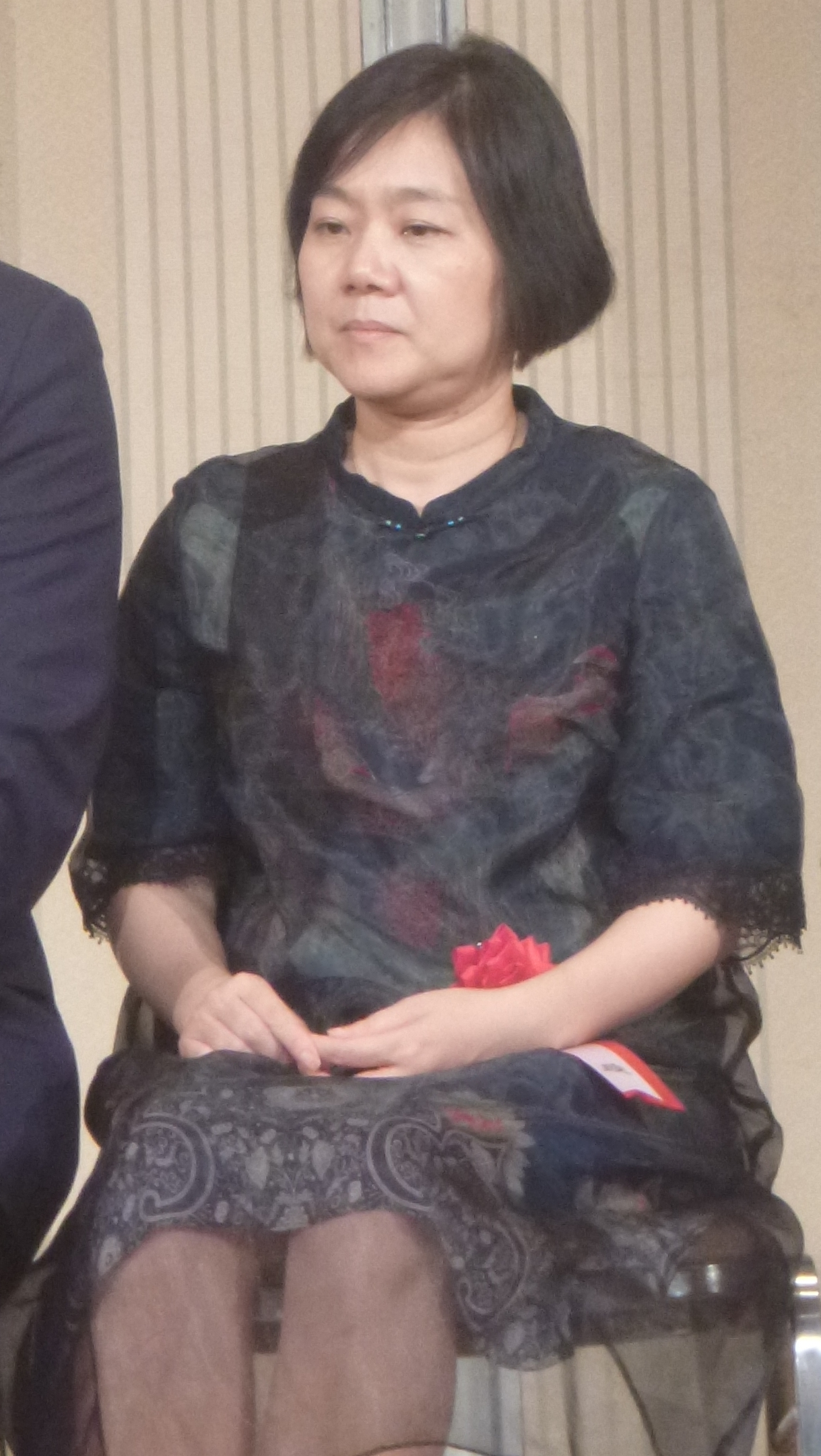
Zhang Xuan, vincitrice dell'edizione del 2001

Una terza versione del torneo fu disputata nel 2010 e 2011, col nome di Mingren femminile Huang Longshi (黄龍士佳源杯). Sedici goiste si affrontavano in un torneo a eliminazione diretta, con partite da 1 ora di tempo principale e 30 secondi di byo-yomi. Il premio per la vincitrice era di 100.000 yuan, la seconda arrivata riceveva 40.000 yuan.
| Edizione | Anno | Vincitrice | Finalista   |
| -------- | ---- | ---------- | ----------- |
| 1        | 2010 | Zheng Yan  | Li He       |
| 2        | 2011 | Li He      | Chen Yiming |

L'ultima incarnazione è costituita da un torneo preliminare a eliminazione diretta, in cui 32 goiste di affrontano per determinare la sfidante della finale contro la detentrice del titolo, al meglio dei tre incontri.
| Edizione | Anno | Vincitrice  | Risultato | Finalista   |
| -------- | ---- | ----------- | --------- | ----------- |
| 1        | 2018 | Chen Yiming | 2-0       | Wang Chuang |
| 2        | 2019 | Zhou Hongyu | 2-1       | Chen Yiming |
| 3        | 2023 | Yu Zhiying  | 2-1       | Zhou Hongyu |
| 4        | 2024 | Yu Zhiying  | 2-0       | Lu Minquan  |